# Robert E. Sweeney

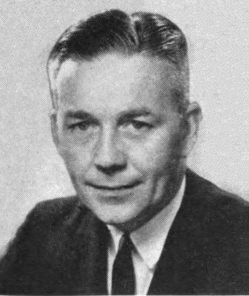
Robert E. Sweeney (1965)

Robert E. Sweeney (* 4. November 1924 in Cleveland, Ohio; † 30. Juni 2007 in Gates Mills, Ohio) war ein US-amerikanischer Politiker der Demokratischen Partei. Von 1965 bis 1967 war er Mitglied des Repräsentantenhauses der Vereinigten Staaten für den 24. Kongressdistrikt des Bundesstaates Ohio.

## Leben
Robert E. Sweeney wurde als Sohn des Kongressabgeordneten Martin L. Sweeney in Cleveland geboren. An der St. Ignatius High School absolvierte er die High School. Er studierte an der Georgetown University und am Baldwin-Wallace College Jura. Daraufhin ging er zur Army, dort diente er im Zweiten Weltkrieg. 1951 wurde er als Rechtsanwalt zugelassen und eröffnete eine Anwaltskanzlei in Cleveland. Von 1958 bis 1962 war er Mitarbeiter beim Attorney General von Ohio. 1962 war er Kandidat der Demokraten als Attorney General von Ohio. Er wurde aber von seinem republikanischen Gegenkandidaten William B. Saxbe geschlagen.
1965 wurde er schließlich Vertreter des 24. Distrikts von Ohio im US-Repräsentantenhaus. Dort vertrat er die Interessen seines Distrikts für eine Wahlperiode, bis 1967. Nach seinem Ausscheiden aus dem Kongress war er in verschiedenen Ämtern im öffentlichen Dienst tätig.
Sweeney starb 2007 im Alter von 82 Jahren. Er war verheiratet mit Kathryn und hatte mit ihr 13 Kinder.